# Joseph van der Elst

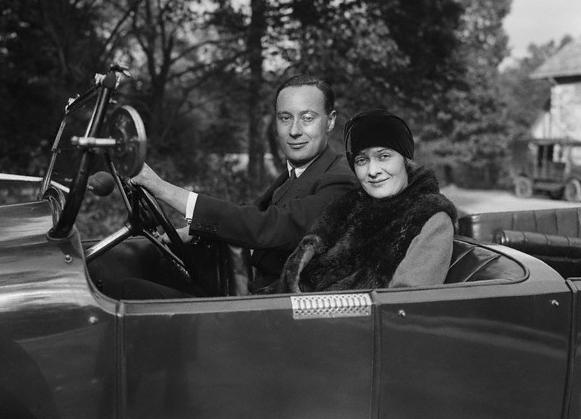
Joseph Van der Elst und Allison Campbell-Roebling am 26. Oktober 1926 in New York, Bettmann Archive.

Joseph Julien Marie Ignace van der Elst (* 9. September 1896 in Brüssel; † 20. Februar 1971 in Oisquercq) war ein belgischer Diplomat.

## Leben
Er war der Sohn von Marie Van der Elst Vessio und Léon-Georges-Joseph-Marie-Philomène van der Elst (* 6. Januar 1856 in Brüssel; † 23. Mai 1933 in Ixelles). Er sammelte Flämische Primitive, schrieb in englischer Sprache und wurde am 9. Januar 1965 Mitglied der Académie royale de langue et de littérature françaises de Belgique.
1914 meldete er sich als Freiwilliger in der belgischen Armee, wurde in Bioul in der Nähe von Namur verwundet und gefangen genommen. Sein vierter Versuch der Kriegsgefangenschaft zu entweichen, gelang, worauf er in der Schlacht an der Yser eingesetzt und zum Artillerieoffizier befördert wurde. Ab 1918 studierte er Rechtswissenschaft an der Katholischen Universität Löwen, wo er 1920 zum Doktor der Rechtswissenschaften promovierte. Er übte den Beruf des Barrister in Brüssel aus.
1922 trat er in den auswärtigen Dienst und war von 1923 bis 1925 belgischer Hochkommissar, der von belgischen und französischen Truppen durchgeführten Alliierten Rheinlandbesetzung in Koblenz. Von 1925 bis 1927 war er Botschaftssekretär zweiter Klasse in Washington, D.C. und heiratete Allison Campbell Roebling, mit der er fünf Kinder hatte. 1927 war er Botschaftssekretär in Athen, wechselte im gleichen Jahr aber nach Wien, wo er von 1928 bis 1936 ebenfalls als Botschaftssekretär Geschäftsträger war. Von 1936 bis 1938 war er Geschäftsträger in Prag.
Vom Anschluss Österreichs 1938 bis 1940 war er Generalkonsul in Wien nach dem Fall Gelb reiste er über die Sowjetunion in die Vereinigten Staaten, wo er 1941 Generalkonsul in New York City und 1942 Botschaftsrat für Wirtschaft in Washington D. C. wurde. Vom 25. April 1945 bis zum 26. Juni 1945 nahm er an der Gründungskonferenz der Vereinten Nationen in San Francisco teil.

## Veröffentlichungen
- The Last Flowering of the Middle Ages, Garden City, NY: Doubleday, 1944